# Chromis scotochiloptera
Chromis scotochiloptera är en fiskart som beskrevs av Fowler, 1918. Chromis scotochiloptera ingår i släktet Chromis och familjen Pomacentridae. Inga underarter finns listade i Catalogue of Life.